# 迪诺·格兰迪

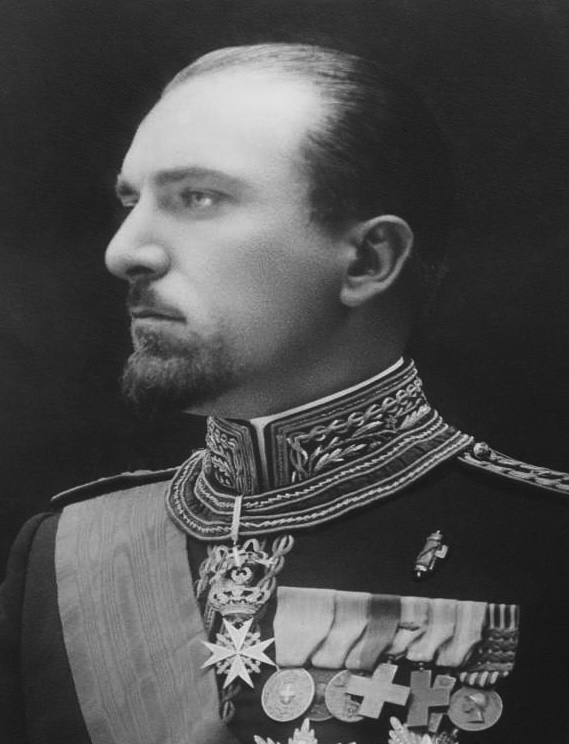
迪诺·格兰迪

迪诺·格兰迪（義大利語：Dino Grandi，1895年6月4日—1988年5月21日），意大利法西斯主义政治家、外交家、贵族，第一代莫尔达诺伯爵。他以二战末期发起罢免墨索里尼首相职务的决议（格兰迪决议）而知名。
生于莫尔达诺的一个农家中，1913年进入博洛尼亚大学学习法学，并活跃于新闻界。第一次世界大战爆发后加入意大利军队，1919年毕业，此时一战也已结束。他退伍后来到了伊莫拉并成为了律师。
格兰迪认同墨索里尼的意大利应该参加一战的观点。他曾经强烈地反对法西斯主义，但后来转为认同，并加入了国家法西斯党。1921年5月众议院选举中，他当选议员。墨索里尼上台后，格兰迪于1923年被选为副议长。1924年担任内务次官、翌年任外务次官，1929年就任外交大臣。在任期间，格兰迪努力维持着意大利的中立立场，并同英国保持着良好的外交关系。后来，格兰迪调任驻英大使，在第二次意大利埃塞俄比亚战争中以及二战爆发之前紧张的国际局势之中，努力缓和与英国的紧张关系。
1939年自英国回国，担任法务大臣，以及法西斯翼赞议会的议长。1943年，盟军入侵西西里，意大利节节溃败。7月24日，格兰迪在国家法西斯党的最高会议法西斯大委员会上，指责墨索里尼对战争的败北负有责任，提议解除其首相职务、还政于国王，获得通过，是为格兰迪决议。这项决议最终导致了墨索里尼的倒台和被捕。
纳粹德国在意大利北部扶植建立意大利社会共和国后，在1944年1月的维罗纳审判上，格兰迪被认定为犯有叛国罪，缺席判处死刑，然而格兰迪已经在1943年8月就流亡到西班牙去了。此后，他先后移居到葡萄牙、阿根廷以及巴西等国，并在1960年代回到意大利，经营养猪业生意。1988年病逝于博洛尼亚。